# Casa Otero
Das Casa Otero ist ein Bauwerk in der uruguayischen Landeshauptstadt Montevideo.
Das von 1885 bis 1895 errichtete Gebäude befindet sich im Barrio Centro an der Calle Convención 1332 zwischen den Straßen Avenida 18 de Julio und San José. Für den Bau zeichnete als Architekt Julián Masquelez verantwortlich. Im ursprünglich als Wohnhaus konzipierten Casa Otero sind mittlerweile Büroräumlichkeiten untergebracht. Es beherbergt eine Zweigstelle des Uruguayischen Verteidigungsministeriums.
Seit 1995 ist das Casa Otero als Bien de Interés Municipal klassifiziert.